# Millaures
Millaures (en italien Millaures) est une ancienne communauté des escartons du Briançonnais, une ancienne commune de la province de Suse du royaume de Sardaigne, de l'arrondissement de Suse du  département du Pô du Premier Empire français, de la circonscription de Suse du royaume d'Italie. 
Elle a été fusionnée le 16 juin 1927 avec celle de Bardonnèche, dont actuellement elle constitue un hameau (en italien, frazione).

## Géographie
Bâtie sur le versant nord-ouest du Mont Jaffereau, à 1 345 m d'altitude, Millaures était caractérisée autrefois par un habitat fortement dispersé, réparti sur une douzaine de hameaux distincts :
- Andrieux.
- Blanc.
- Broue.
- Citadelle.
- Gleise.
- Le Frassinet.
- Les Horres.
- Millaures.
- Prèrichard.
- Reuil.
- Riveaux.
- Rochas.
- Serre.

Le développement, à partir de la seconde moitié des années 1960, d'un immobilier résidentiel dont l'usage est saisonnier a profondément modifié l'urbanisme de la localité.
La superficie de la commune de Millaures est, en 1921, de 1 300 hectares.

## Démographie
| 1807 | 1842 | 1862 | 1871 | 1881 | 1921  |
| ---- | ---- | ---- | ---- | ---- | ----- |
| 476  | 488  | 465  | 443  | 436  | 432 , |

### Monographies et ouvrages généraux
- (it) Marco Battistoni, Schede storico-territoriali dei comuni del Piemonte, Comune di Bardonecchia, Torino, Regione Piemonte, 2006, 32 p. (lire en ligne).
- (it) Goffredo Casalis, Dizionario geografico, storico, statistico, commerciale degli stati di S.M. il re di Sardegna, vol. X, Torino, G. Maspero, 1842 (lire en ligne).

### Publications administratives
- Département du Pô, Almanach du département du Pô. 1807., Turin, Michel-Ange Morano, 1807 (lire en ligne).
- (it) Ministero di Grazia e Giustizia et dei Culti, Comuni del Regno d'Italia : Tavole  statistiche e sinottiche della circoscrizione amministrativa, elettorale, giudiziaria ed ecclesiastica. Con la indicazione della popolazione giusta l'ultimo  censimento, Torino, Stamperia Reale, 1863 (lire en ligne).
- (it) Ministero dell'Interno, Dizionario dei Comuni del Regno d'Italia : Con la popolazione secondo il censimento del 1871, Roma, Eredi Botta (Tipografi della Camera dei Deputati), 1874 (lire en ligne).
- (it) Ministero di Agricoltura, Industria e Commercio., Censimento della popolazione del Regno d'Italia (31 Dicembre 1881), Roma, Tipografia Fratelli  Centenari, 1882 (lire en ligne).
- (it) Presidenza del Consiglio dei Ministri, Istituto Centrale di Statistica, Censimento della popolazione del regno d'Italia al 10 dicembre 1921 : Piemonte, Roma, Stabilimento Poligrafico per l'Amministrazione dello Stato, 1927 (lire en ligne).